# Lamborghini Marco Polo
El Lamborghini Marco Polo o Italdesign Marco Polo fue un prototipo de automóvil con cuatro plazas diseñado por Italdesign Giugiaro para Lamborghini en 1982. Incluso nunca alcanzó la fase de ser construido en realidad, sólo un modelo a escala 1:1 hecho de madera y plástico pintado fue expuesto en el Salón del Automóvil de Bolonia en 1982. Se trataba de un diseño 2+2 con puertas de ala de gaviota, las cuales también habían sido instaladas en el prototipo Marzal presentado en Ginebra en 1967. El Marco Polo era un prototipo previsto para ser una evolución del Lamborghini Espada, del cual se había finalizado su producción en 1978.